# Aphodius amplipennis
Aphodius amplipennis là một loài bọ cánh cứng trong họ Scarabaeidae. Loài này được Balthasar miêu tả khoa học năm 1945.